# Isabelle (logiciel)
Pour les articles homonymes, voir Isabelle.
Le logiciel Isabelle est un assistant de preuve, c'est-à-dire un démonstrateur interactif de théorèmes. C'est le successeur de HOL (en).
C’est un logiciel libre publié sous licence BSD.